# Otoyol 53
Die türkische Autobahn Otoyol 53 (türkisch Ceyhan – İskenderun Otoyolu, kurz O-53) verbindet die Otoyol 52 mit İskenderun. Die Autobahn ist beidseitig dreispurig ausgebaut. Zu der Anschlussstelle Şekerek führt ein Autobahnzubringer mit zwei Spuren je Richtung.
Eine Verlängerung nach Antakya ist in Planung, die Straße soll zudem mit dem syrischen Autobahnnetz in Richtung Aleppo verbunden werden.